# Nichts Muss
Nichts Muss (2004) è un album della cantautrice tedesca Barbara Morgenstern.

## Tracce
1. Aus Heiterem Himmel – 4:25
2. Nichts und Niemand – 3:57
3. Ohne Abstand – 3:54
4. Nichts Muss – 8:06
5. Merci (Dass Es Dich Gibt) – 4:29
6. Kleiner Ausschnitt – 3:21
7. Move – 3:05
8. We're All Gonna Fucking Die – 3:33
9. Is – 3:05
10. Gute Nacht – 3:44
11. Reset – 5:44